# Pantoporia stenopa
Pantoporia stenopa är en fjärilsart som beskrevs av Hans Fruhstorfer 1908. Pantoporia stenopa ingår i släktet Pantoporia och familjen praktfjärilar. Inga underarter finns listade i Catalogue of Life.